# Kompleks pszenny górski
Kompleks pszenny górski (10) – kompleks, który odpowiada swą budową oraz niektórymi właściwościami glebom kompleksów pszennych znajdujących się na terenach wyżynnych i nizinnych (kompleks pszenny bardzo dobry, kompleks pszenny dobry, kompleks pszenny wadliwy). Występuje on zwykle pomiędzy 300 - 450 m n.p.m., lecz może również występować zarówno powyżej jak i poniżej tej strefy. Na klasyfikację gleb do tego kompleksu główny wpływ ma klimat oraz rzeźba terenu. W porównaniu do klimatu kompleksów pszennych położonych na nizinach i wyżynach klimat kompleksu pszennego górskiego charakteryzuje krótszy okres wegetacyjny oraz większa liczba dni z przymrozkami. Ważna jest również wystawa stoków: gleby położone poniżej 400 m n.p.m. często są zaliczane do kompleksów górskich (wystawa północna) lub kompleksu pszennego dobrego (wystawa południowa). Gleby położone powyżej 400 m n.p.m. są zaliczane do kompleksu pszennego górskiego (wystawa południowa) lub innych, gorszych kompleksów górskich (wystawa północna).